# Wolfgang Hinrichs (Pädagoge)
Wolfgang Hinrichs (* 19. März 1929 in Georgsmarienhütte; † 29. Mai 2024 in Bad Berleburg) war ein deutscher Pädagoge und Hochschullehrer.

## Leben
Nach der Promotion zum Dr. phil. in Tübingen am 5. April 1966 war er seit 1966 Dozent an der PH Westfalen-Lippe, Abteilung Siegen. Ab 1970 bzw. 1980 lehrte er als Professor für Erziehungswissenschaft mit dem Schwerpunkt allgemeine Didaktik und Schulpädagogik an der Universität Siegen. 1994 trat er in den Ruhestand. Am 29. Mai 2024 verstarb Hinrichs in Bad Berleburg. Hinrichs war seit 1978 Ehrenphilister der CDStV Nibelungen zu Siegen im Wingolfsbund.

## Schriften (Auswahl)
- Schleiermachers Theorie der Geselligkeit und ihre Bedeutung für die Pädagogik. Weinheim 1965, OCLC 720484015.
- Sexualerziehung im Elternabend. Düsseldorf 1972, OCLC 74060834.
- Heimatbindung, Heimatkunde, Ökologie im nationalen und europäischen Kontext. Das Standortproblem in Erziehung und Wissenschaft, Natur und Kultur. Bonn 1991, ISBN 3-88557-093-9.
- Das gegenwärtige Selbstverständnis der Erziehungswissenschaft und die schulpraktischen Studien. Ein Reformkonzept für Lehrerbildung und pädagogische Forschung. Siegen 2009, OCLC 640146602.
- Mit Markus Porsche-Ludwig und Jürgen Bellers (Hrsg.): Eduard Spranger - Verstehende Kulturphilosophie der Politik – Ökonomie – Pädagogik. Verlag Traugott Bautz, Nordhausen 2013, ISBN 978-3-88309-852-4.